# Prypiat
Pour l’article homonyme, voir Pripiat (rivière).
Prypiat, Pripiat ou Pripyat (en ukrainien Прип'ять) est une ville fondée en 1970, en République socialiste soviétique d'Ukraine. Elle se trouve à 2,6 km de la centrale nucléaire de Tchernobyl et à une dizaine de kilomètres au nord de Tchernobyl. Elle est donc située dans la zone d'exclusion de 30 km mise en place autour de la centrale après la catastrophe nucléaire de 1986. Tout en conservant le statut de ville, elle est désormais une ville fantôme, inhabitée, tout comme les villages proches de Novochepelytchi, Kotcharivka et Kopatchi, situés à 6 km de Prypiat. Prypiat est de nos jours supervisée par le ministère des situations d'urgence d'Ukraine.
La ville tire son nom de celui de la rivière Pripiat qui la traverse avant de rejoindre le Dniepr. Ce cours d'eau a été gravement contaminé lors de la catastrophe. Pour plusieurs, la ville de Pripiat est devenue un musée témoignant la fin de l'URSS, survenue cinq ans après la catastrophe nucléaire.

## Origines
Prypiat fut construite dans les années 1970, à l'origine afin d'héberger les employés de la centrale nucléaire. Sa population s'élevait à 21 711 habitants en 1979.
La ville était alors considérée comme une « ville modèle » de l'architecture soviétique, possédant des logements de bonne qualité, une voirie dans un état correct, ainsi que des équipements culturels : jardins publics, installations sportives, cinémas, théâtres et un parc d'attractions qui devait être inauguré quatre jours après l'accident.
À la veille de la catastrophe, Prypiat comptait 49 360 habitants.
On pouvait lire en 1976 :

« C'est la centrale atomique de Tchernobyl, actuellement en construction, qui a donné naissance à la ville.
 […]

En U.R.S.S., les villes nouvelles sont développées d'une façon rationnelle. En même temps que l'on construit des habitations, on aménage un nombre adéquat de crèches et de jardins d'enfants, d'écoles, de commerces, d'établissements médicaux et culturels.

Pripiat compte actuellement 15 000 habitants. Le total de la surface habitable de la ville dépasse 130 000 m2. On y trouve deux écoles secondaires fréquentées par plus de 2 000 élèves, quatre groupes combinés d'institutions enfantines pour 1 200 enfants, une école de musique. Des cinémas, des cafés, des magasins fonctionnent, les premières tranches d'un hôpital et d'une polyclinique ont été ouvertes, un palais de la culture et un centre commercial sont en cours d'aménagement…

[…]

L'endroit où est implanté Pripiat est extrêmement pittoresque et l'une des principales préoccupations des urbanistes est de lui garder son aspect initial. La ville et la centrale ont été construites de telle sorte que l'environnement n'en souffre pas. La zone résidentielle est séparée de la centrale atomique et de la future zone industrielle par de larges espaces verts et, bien que la ville soit entourée de forêts, la création de parcs et de squares est prévue dans les plans. Cette année, les habitants de Pripiat ont planté plus de 3 000 pieds de rose dans les rues.

Les énergéticiens ont démontré depuis longtemps que la « greffe » des centrales atomiques dans la nature est celle qui perturbe le moins l'environnement. Les installations de purification dont elles sont dotées et les mesures de protection prises lors de la construction excluent toute pollution de l'environnement. La centrale, par exemple, prélèvera l'eau du fleuve et l'utilisera en circuit fermé. La centrale n'est pas construite sur des terres arables, mais sur des berges sablonneuses. En aucun cas on ne construit des installations industrielles sur des terres propres à la culture. »

— Agence de presse Novosti
Le stade Avanhard (en ukrainien : Стадіон Авангард) est le stade de football inauguré à Prypiat en 1979. C'est alors le terrain de jeu du FC Stroitel Prypiat,.

## La catastrophe

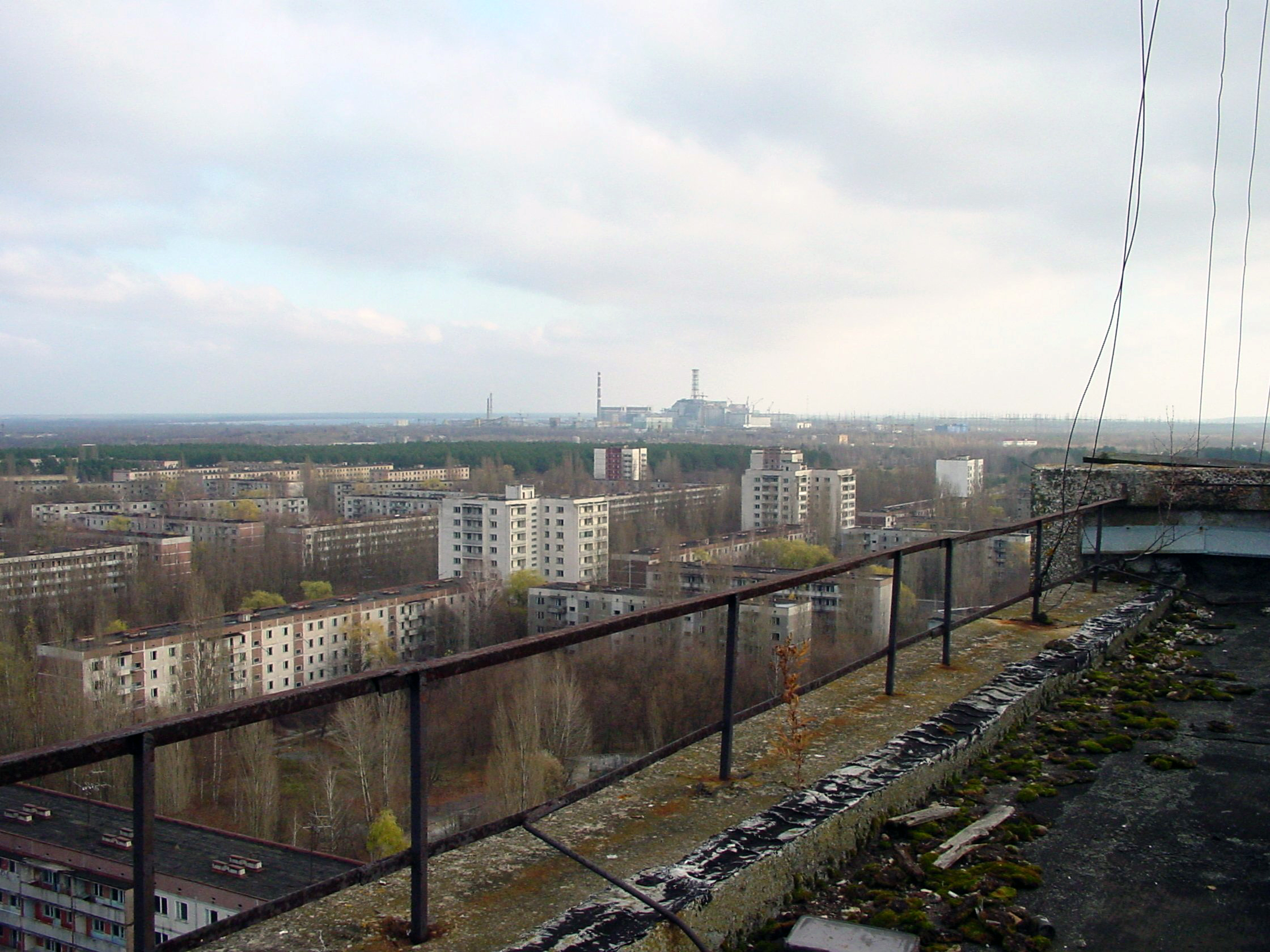
Vue de la centrale de Tchernobyl depuis Prypiat.

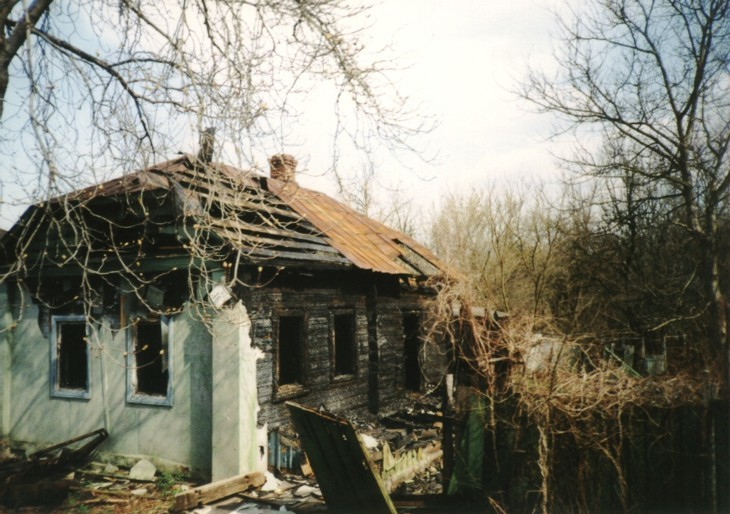
Village fantôme près de la ville.

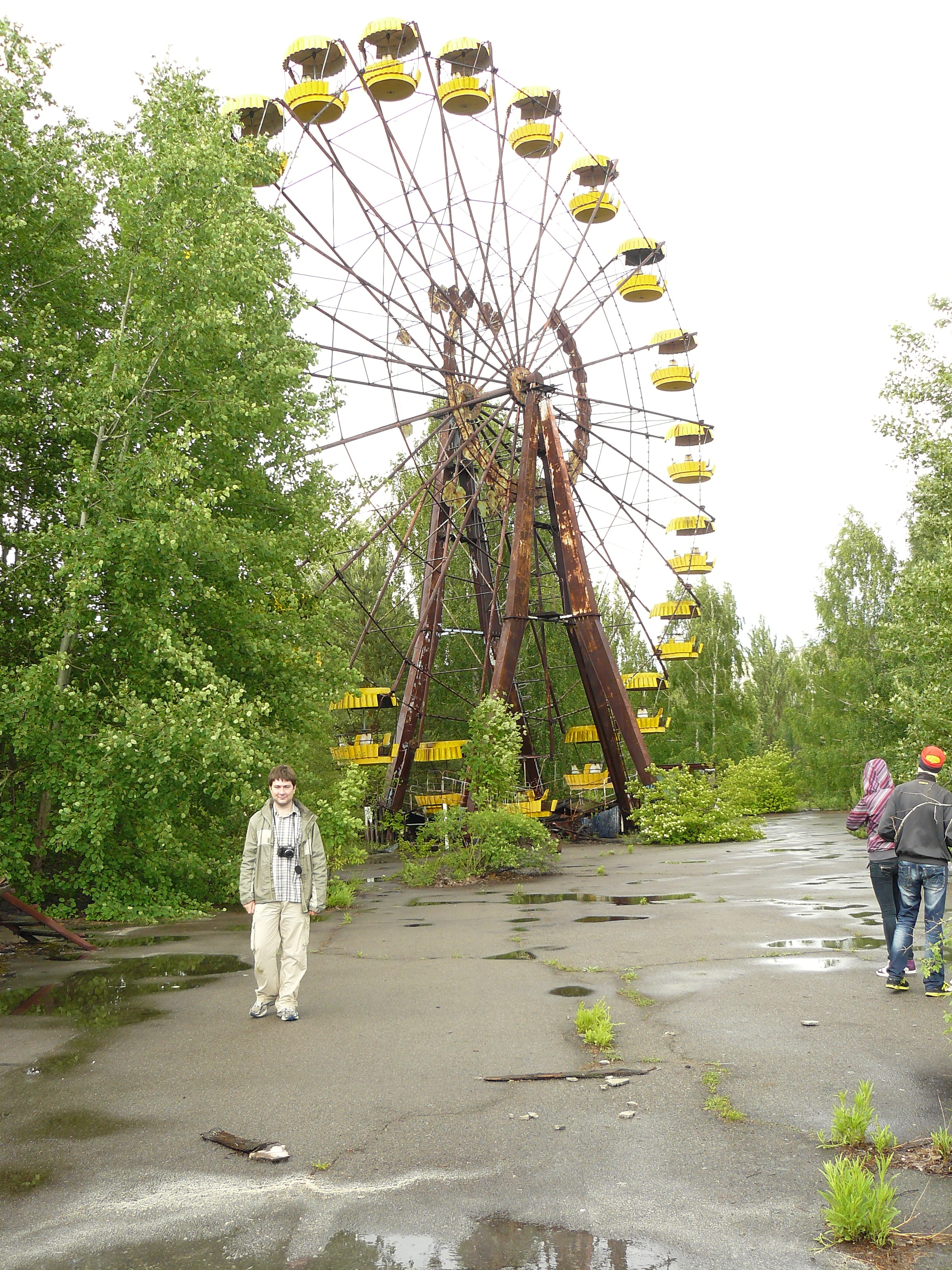
La grande roue à l'abandon dans le parc d'attractions de Prypiat, en 2013.

Le matin du 26 avril 1986, à 1 h 23 min 45 s, le réacteur no 4 de la centrale explose. L'explosion fait voler de nombreux débris radioactifs en l'air. Le lendemain, les habitants de Prypiat ne sont pas mis au courant de l'accident. Aucune mesure de protection n'est prise et la vie suit son cours. Très vite, Moscou apprend la catastrophe, mais la désinformation à l'intérieur du système soviétique est telle que le chef de l'État de l'époque, Mikhaïl Gorbatchev, mettra plus de deux heures avant de savoir ce qu'il se passe réellement. Des unités militaires sont envoyées sur place dans la précipitation mais les passants ne s'en préoccupent pas. Les militaires constatent que par endroits le taux de radiation dépasse 1 röntgen par heure. Une unité est envoyée au pied de la centrale, et les compteurs s'affolent.
Rapidement, la population est au courant des dangers des radiations et une période de panique s'installe. Le gouvernement soviétique décide alors de faire évacuer la ville.
Prypiat est évacuée au bout de 30 heures, le 27 avril, le lendemain de l'explosion, dans l'urgence. Un convoi de l'armée soviétique composé de blindés et 1 225 autocars est mobilisé afin d'accélérer le processus. La consigne a été donnée de n'emporter que le strict minimum, les autorités ayant annoncé un retour sous trois jours. Les cars chargés d’évacuer la population forment un convoi long de vingt kilomètres.
Immeubles, piscines, hôpitaux : tout est resté tel quel et même les objets les plus anodins (jouets d'enfants, journaux…) ont été abandonnés dans l'urgence.
On trouve aussi beaucoup de véhicules de l'armée et de pompiers qui ont été abandonnés dans les alentours de la ville car leur exposition les avait rendus trop radioactifs pour pouvoir être réutilisés, beaucoup d'autres ont été entassés dans des cimetières de véhicules, démantelés depuis.
Prypiat étant devenue hautement radioactive, l'armée a été amenée à détruire un grand nombre d'objets présents au sein des appartements et des bâtiments pour éviter qu'ils soient ensuite récupérés et que des personnes s'aventurent dans cette zone. Mais cette mesure avait également pour but de dissuader les anciens habitants de Prypiat de s'y reloger illégalement. De même, tous les animaux, domestiques comme sauvages, ont été tués intentionnellement par les autorités soviétiques, afin de limiter la propagation des radiations.
Depuis la catastrophe et la mise en place de la zone interdite, Prypiat a fait l'objet d'opérations ayant pour but de limiter la propagation des particules radioactives dans l'air en nettoyant les sols des rues avec de l'eau sous haute pression, comme cela se fait aux abords de la centrale.

## Aujourd'hui
Prypiat est aujourd'hui une ville abandonnée, devenue un musée témoignant de la fin de l'ère soviétique. À ce titre la ville est souvent comparée à Pompéi.
Contrairement à Tchernobyl, où plusieurs habitants, souvent âgés, sont revenus vivre dans leurs foyers, Prypiat reste une ville complètement déserte. Sur la place centrale, la grande roue et les auto-tamponneuses rouillent sous la végétation. Les arbres ont envahi les bords de route.
Depuis quelques années, tout ce qui a de la valeur (postes de télévision, radiateurs notamment) est volé et revendu, malgré les radiations et les points de contrôle. La police a déjà arrêté plusieurs pillards sur le site. Mais aujourd'hui encore, on peut trouver, à même le sol, des livres ou des poupées abandonnées. Les bâtiments, dépouillés de leurs portes et de leurs fenêtres, peuvent être « visités » à volonté. Partout la végétation s'installe, y compris à l'intérieur des bâtiments.
Avec le temps, des colonies de chiens sauvages se sont développées au sein de la ville, certains sont nourris par les guides touristiques de Pripyat, d'autres se nourrissent par leur propre moyens, on estime leur nombre total à quelques dizaines.
Le danger existe, en particulier pour les enfants. Ce danger peut évoluer en fonction de la météo et des endroits : ainsi, par temps de pluie, les poussières (qui contiennent des particules radioactives) restent au  sol et l'endroit est « plus sûr ».
Il est possible de visiter la ville depuis plusieurs années, via des agences de tourisme spécialisées. Les seules conditions étant d'avoir au moins 18 ans et d'avoir une autorisation du ministère des Situations d'urgence ukrainien.

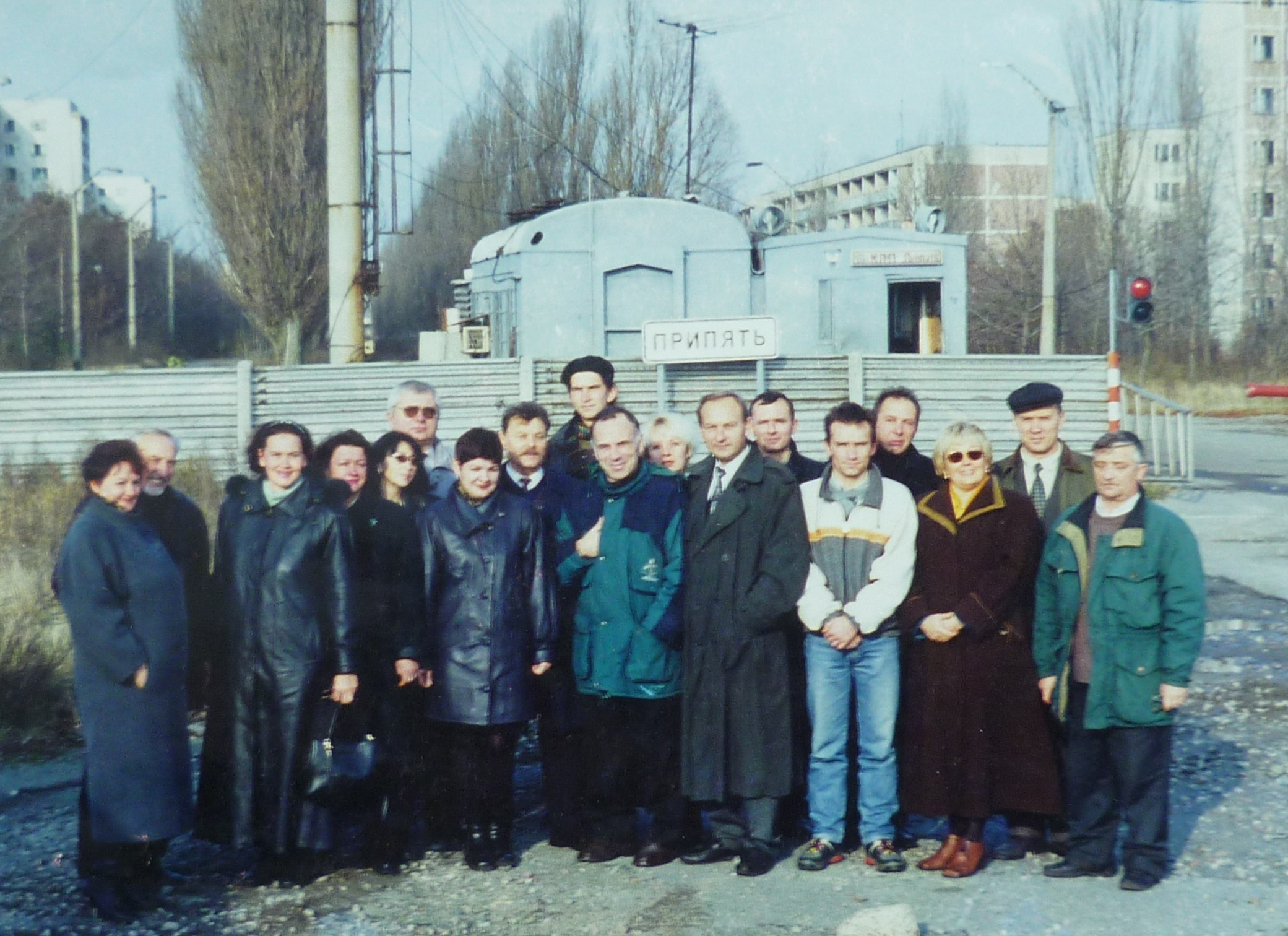
Des scientifiques à un poste de contrôle dans la ville morte de Pripiat, 2000
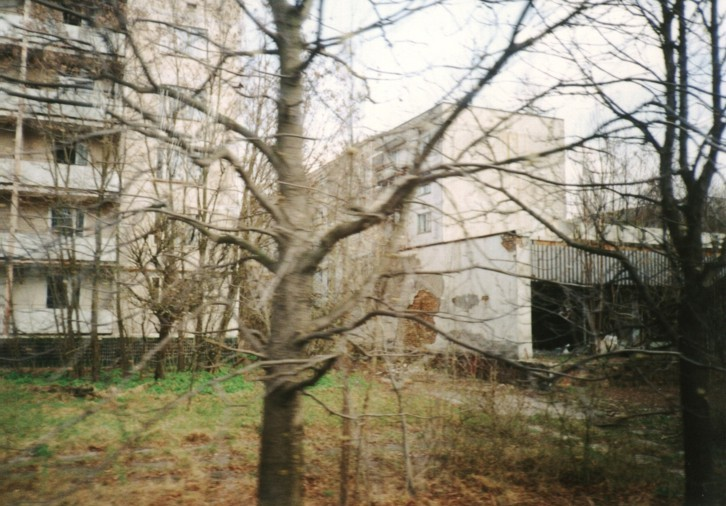
Vue de la ville.
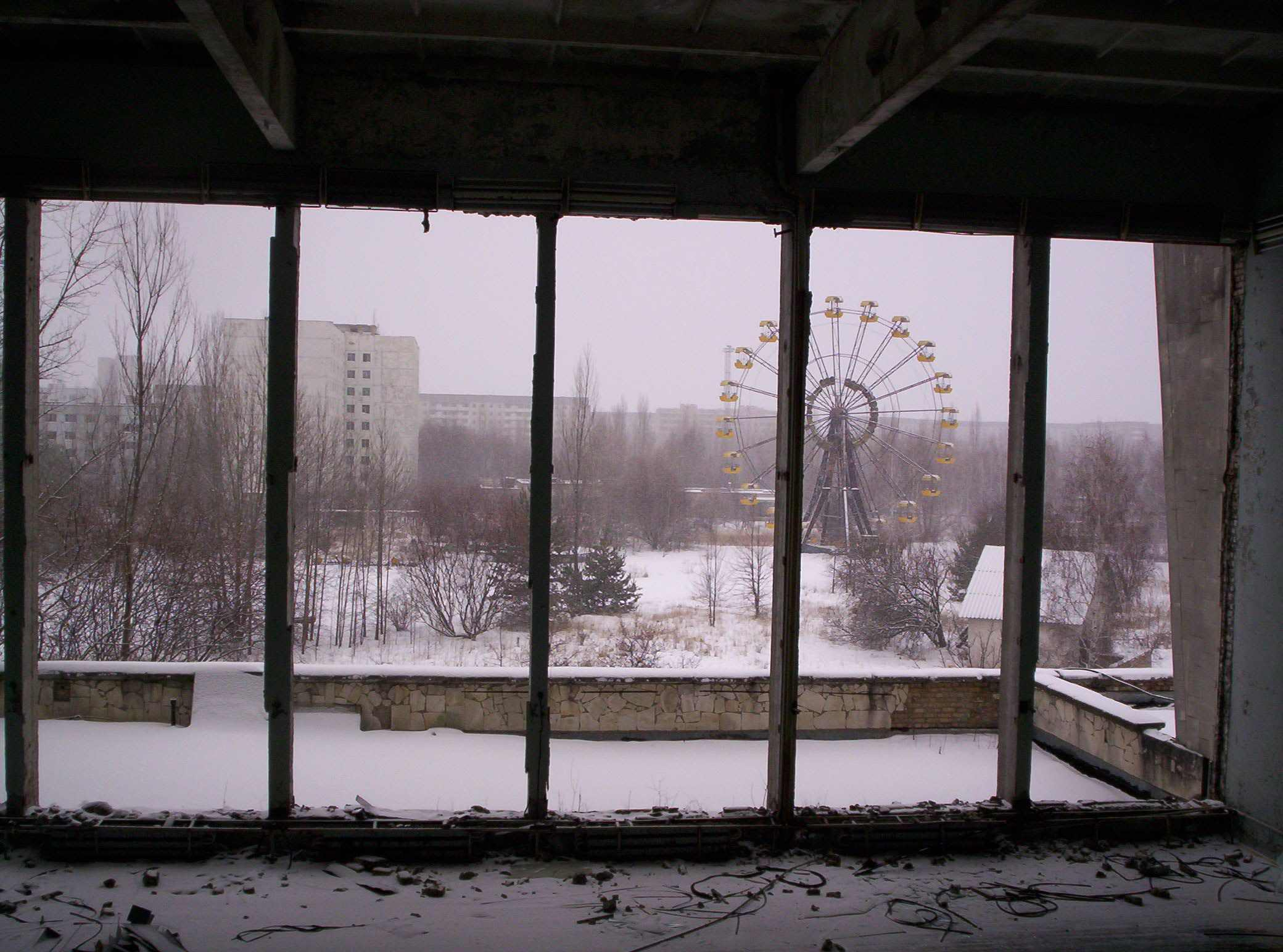
La grande roue de Pripiat vue depuis le gymnase.
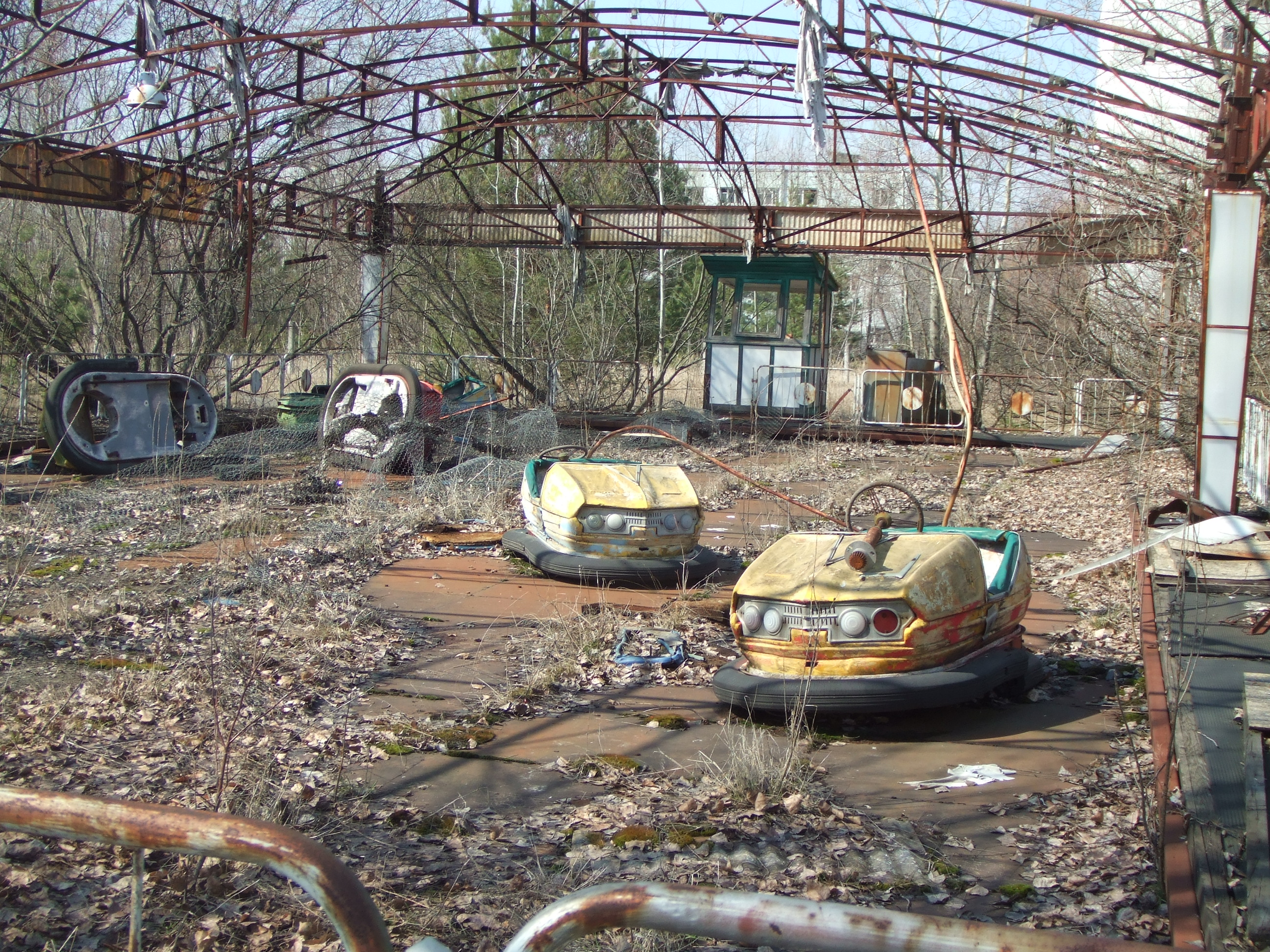
Auto-tamponneuses abandonnées.
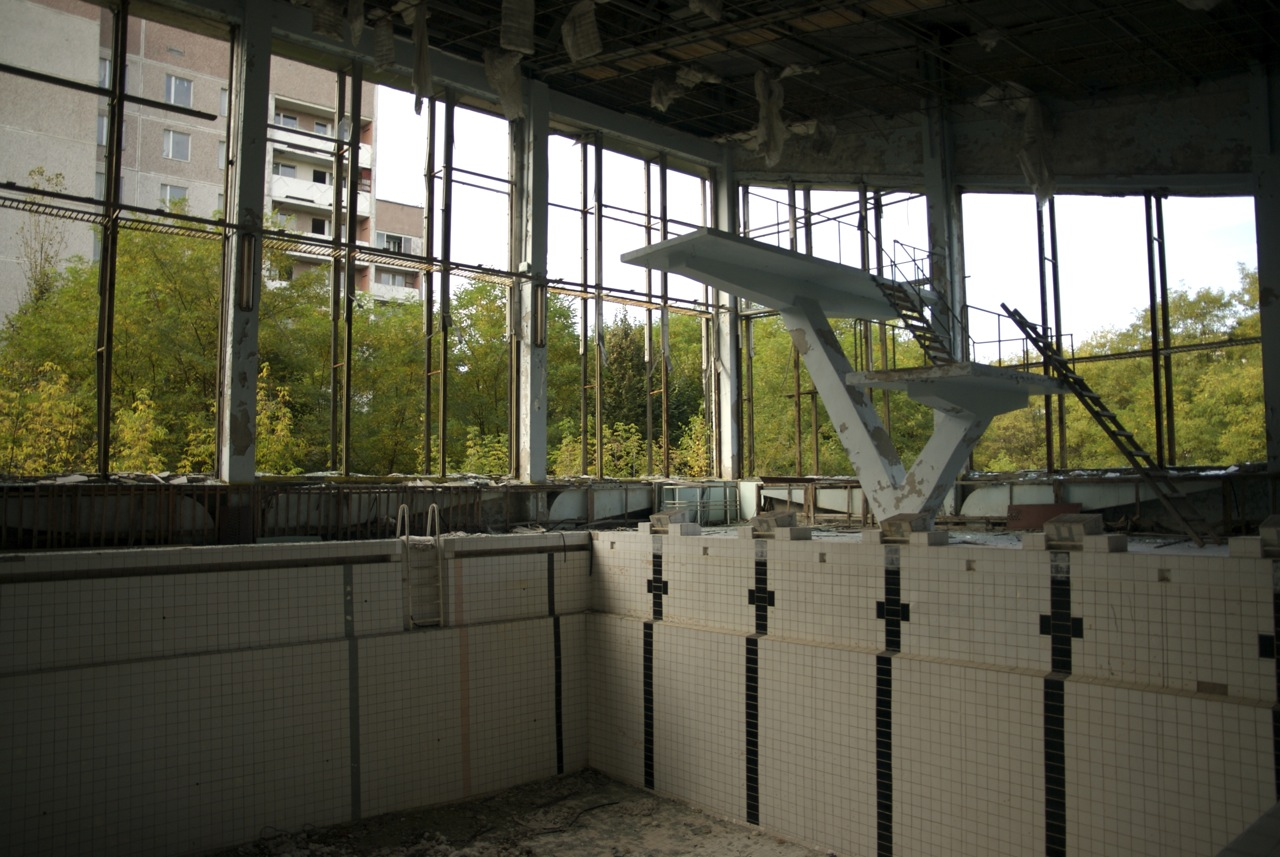
L'ancienne piscine municipale.
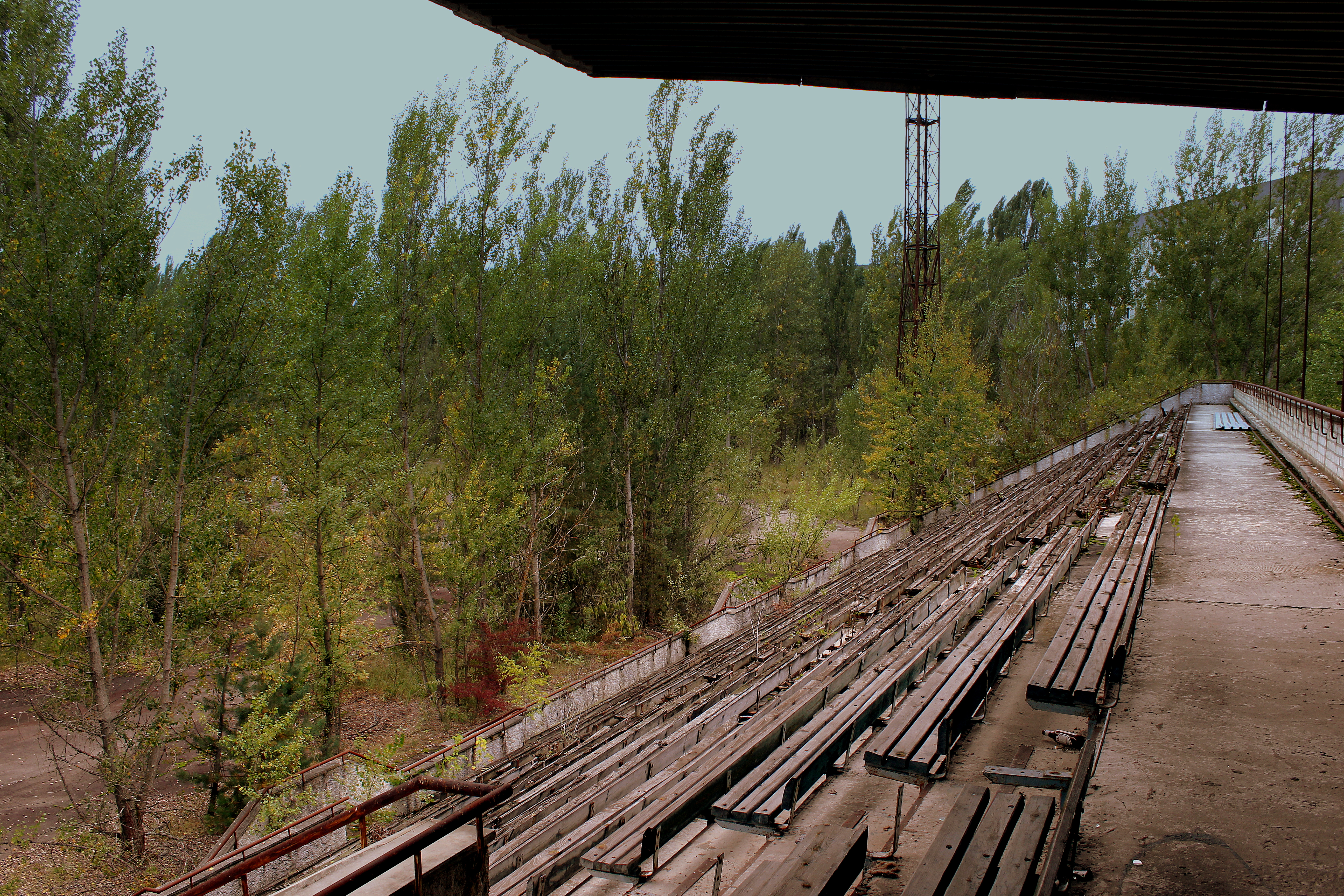
Le stade Avanhard en 2013.

Le 24 février 2022, les forces russes venues de Biélorussie prennent le contrôle de la centrale de Tchernobyl au premier jour de l'invasion de l'Ukraine par la Russie, avant de quitter la zone dans les semaines suivantes.

## Culture populaire
- La ville a été comparée après coup à la zone du livre Stalker (parfois sous-titré Pique-nique au bord du chemin) des frères Strougatski et au film Stalker de Tarkovski qui en a été tiré en 1979.
- S.T.A.L.K.E.R.: Shadow of Chernobyl et ses deux suites sont des jeux vidéo dont l'histoire se déroule autour de Tchernobyl et qui présentent Pripiat avec beaucoup de réalisme. Il est à noter que GSC Game World, le studio responsable du développement de cette série de jeux, est ukrainien.
- Dans Call of Duty 4: Modern Warfare, une mission (en deux parties) du mode solo se déroule à Prypiat, une dizaine d'années (1996) après la catastrophe. Plusieurs bâtiments réels de la ville (piscine, grande roue, immeubles, hôtel…) sont représentés avec un très grand réalisme. Une des cartes du mode multijoueur nommée Bloc reprend la mission à Prypiat, en représentant les HLM abandonnés, avec une statue de soldat soviétique au centre. Les cartes Vacant et Cargaison se situent également à Prypiat. Dans Call of Duty: Modern Warfare 2, la mission "Cache-cache" du mode Opérations Spéciales reprend certains éléments de la mission de Modern Warfare, il est cependant possible d'explorer librement la ville via un glitch. La carte multijoueur Wasteland se situe à Prypiat. Dans Call of Duty: Modern Warfare 3, une mission du mode Campagne reprend la mission de Modern Warfare sous forme de flashback. La carte Fallen du mode multijoueur et survie prend place à Prypiat.
- En 1999, le cinéaste autrichien Nikolaus Geyrhalter a réalisé Pripyat, un documentaire sur les personnes qui sont restées dans la zone après la catastrophe.
- La Terre outragée, sorti en 2012, est le premier film à évoquer cette histoire.
- Chroniques de Tchernobyl, sorti en 2012, est un film d'horreur américain de Bradley Parker. Six jeunes touristes décident de vivre une « expérience extrême » en visitant la ville fantôme de Prypiat. Mystérieusement coincés dans ce désert, ils se rendent compte qu'ils ne sont pas seuls en ces lieux. Malgré les apparences, le film n'a pas été tourné à Prypiat même, sans doute pour des questions de sécurité. L'équipe a préféré les villes de Belgrade (Serbie) et de Budapest (Hongrie) pour s'installer.
- La Nuit tombée, d'Antoine Choplin, paru en août 2012 aux éditions La fosse aux ours, retrace le parcours de Gouri, ancien habitant de Prypiat.
- La seconde moitié du clip officiel du morceau instrumental « Marooned » de l'album de Pink Floyd, The Division Bell, a été tourné à Prypiat (mélange passé/présent)[11].
- En 2013, dans Die Hard : Belle journée pour mourir, John McClane se rend à Prypiat.
- Le groupe Ludwig von 88, groupe de punk-rock, a rendu un hommage aux habitants et aux « liquidateurs » de Prypiat dans la chanson Cs 137 (en référence au césium 137), aux accents reggae[12].
- En 2014, l'album instrumental de Steve Rothery (guitariste de Marillion) s'intitule The Ghosts Of Pripyat.
- En 2016, l'épisode 23 de la saison 2 de la série Scorpion (série télévisée) intitulé « Chernobyl Intentions » se déroule sur le site de la centrale.
- En 2016, Arnaud Tiercelin publie Pripiat Paradise, un roman dont plusieurs scènes se déroulent à Prypiat.
- Les Chiens de Pripyat, bande dessinée publiée en 2017 et 2018.
- Le clip du single Life is golden du groupe Suede consiste en une série de vues aériennes de Prypiat (2018).
- En 2019, la mini-série britannico-américaine Chernobyl créée par Craig Mazin montre les faits catastrophiques causés par l'homme, y compris l’évacuation des habitants de Prypiat dans l’urgence, le lendemain de l'explosion.
- Le livre De bonnes raisons de mourir  de Morgan Audic sorti en 2019, utilise Prypiat et la Zone comme décor avec une enquête en lien avec les évènements du 26 avril 1986.
- Dans Call of Duty : Warzone le battle royal de la franchise, une reconstitution réaliste de la piscine de Prypiat se trouve sur la carte de Verdansk au sud de Storage Town.
- On peut trouver cette ville abandonnée dans le dernier simulateur de vol de Microsoft, MSFS 2020. Une équipe de développeurs a créé un ajout téléchargeable gratuitement représentant la centrale nucléaire de Tchernobyl avec son sarcophage, la ville abandonnée de Prypiat ainsi que  l'ensemble d'antennes du radar Duga où l'on peut se poser en hélicoptère et que l'on peut visiter à l'aide du drone disponible.
- Le jeu Chernobylite, sorti en 2021 se déroule à Prypiat et ses alentours. Le nom du jeu fait référence à la tchernobylite.

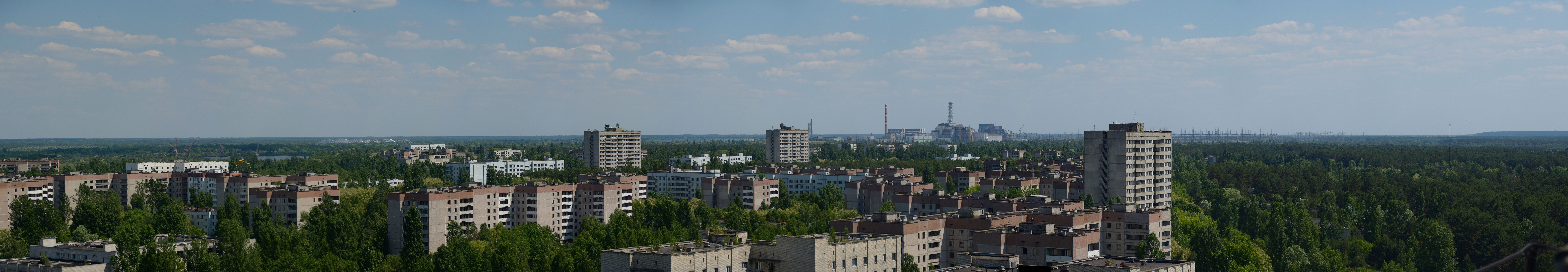
Panorama de Prypiat.